# Social news
I servizi di social news consentono agli utenti, attraverso siti web dedicati, di inviare e votare nuove storie, articoli o semplici link, determinando così cosa sarà pubblicato in evidenza e la sua rilevanza.

## Siti famosi
I siti pionieri in questo settore sono stati  Slashdot e Fark. Questo genere di siti divenne popolare solo dopo l'avvento di Digg che combinava le caratteristiche di Delicious e Slashdot. Nel tempo sono nati molti altri social news, uno dei più grandi è reddit.

## Social News Italiani
In seguito al successo di Digg, reddit ed altri social news internazionali, anche in Italia sono nate delle riedizioni di questi popolari social news che si Ispirano anche graficamente a Digg (Diggita) e Reddit (OKNOtizie). Il giorno 1 febbraio 2017 OKNotizie ha chiuso definitivamente i battenti, lasciando così come principali alternative italiane DiggIta e Fai.Informazione.

## Strategie per la diffusione
In Italia i social news, per incrementare il numero degli utenti, hanno utilizzato principalmente due strategie: una è quella di rendere i link verso l'esterno dofollow, l'altra  di condividere i guadagni generati da Adsense con gli utenti, oppure una combinazione delle due strategie.

## Ultima frontiera del social news
Negli ultimi tempi i portali di social news hanno spostato la loro attenzione e il loro sviluppo tecnologico verso realtà molto differenti. L'utente è sempre più il fulcro del portale, assumendo una funzione ambivalente: autore e lettore. Il concetto è semplice e davvero funzionale, un utente finale vive un avvenimento e lo segnala al portale d'informazione, che vaglia la notizia e decide se pubblicarla o meno. In breve tempo si è passati dalla semplice aggregazione di notizie a dei veri e propri portali di news autogestiti dagli autori.
Il vero vantaggio di questo tipo di tecnologia è obiettivamente quello di avere sempre la massima visibilità in quanto i migliori portali pubblicano nella loro rotazione le notizie in prima pagina dando una visibilità estrema ai propri editor.